# François Sterchele
François Robert Dominique Sterchele (Liegi, 14 marzo 1982 – Vrasene, 8 maggio 2008) è stato un calciatore belga, di ruolo attaccante.

## Biografia
È morto intorno alle 2:00 del mattino dell'8 maggio 2008, di ritorno da una festa ad Anversa. Il calciatore, di origine italiana, perì in un incidente automobilistico: mentre stava tornando a casa nel tratto della strada N49 tra Anversa e Knokke-Heist, perse il controllo della Porsche Cayman S e sterzando bruscamente finì in un fossato prima di colpire un albero.

## Carriera

### Club
Sterchele ha iniziato la propria carriera calcistica al Loncin, una società di provincia belga inserita nelle leghe inferiori della Provincia di Liegi. A dieci anni si trasferì al RFC Liegi dove giocò per circa dieci anni prima di passare al Union La Calamine. Dopo tre stagioni, fu tesserato dal OH Lovanio, squadra di terza divisione belga, dove mise a segno 21 reti nella stagione 2004-2005 arrivando secondo nella classifica marcatori del torneo. Nei successivi play-off segnò altri 8 gol che furono determinanti per la propria squadra, che riuscì a raggiungere la promozione nella seconda divisione belga.
In seguito si trasferisce in prima divisione, la Jupiler League, firmando per lo Charleroi, dove trovò ad allenarlo Jacky Mathijssen. Dopo un anno passò al Germinal Beerschot, sempre in Jupiler League, segnando 21 gol in 32 incontri e divenendo capocannoniere belga.
Il 19 luglio 2007 tornò sotto la guida di Mathijssen passando al Club Bruges; nella partita d'esordio segnò 2 reti contro il Mons. A fine stagione avrebbe segnato 11 reti in 31 partite.

### Nazionale
Ha esordito in nazionale maggiore il 24 marzo 2007, nella gara contro il Portogallo valida per le qualificazioni al campionato europeo di calcio 2008, entrando nell'ultima mezz'ora al posto di Carl Hoefkens. Nella sua breve carriera in nazionale ha disputato quattro partite, tutte valide per le qualificazioni al campionato europeo di calcio 2008, giocando titolare solo nella gara di ritorno contro il  Portogallo. 

## Statistiche

### Cronologia presenze e reti in nazionale
| Cronologia completa delle presenze e delle reti in nazionale ― Belgio | Cronologia completa delle presenze e delle reti in nazionale ― Belgio | Cronologia completa delle presenze e delle reti in nazionale ― Belgio | Cronologia completa delle presenze e delle reti in nazionale ― Belgio | Cronologia completa delle presenze e delle reti in nazionale ― Belgio | Cronologia completa delle presenze e delle reti in nazionale ― Belgio | Cronologia completa delle presenze e delle reti in nazionale ― Belgio | Cronologia completa delle presenze e delle reti in nazionale ― Belgio |
| Data                                                                  | Città                                                                 | In casa                                                               | Risultato                                                             | Ospiti                                                                | Competizione                                                          | Reti                                                                  | Note                                                                  |
| --------------------------------------------------------------------- | --------------------------------------------------------------------- | --------------------------------------------------------------------- | --------------------------------------------------------------------- | --------------------------------------------------------------------- | --------------------------------------------------------------------- | --------------------------------------------------------------------- | --------------------------------------------------------------------- |
| 24-3-2007                                                             | Lisbona                                                               | Portogallo                                                            | 4 – 0                                                                 | Belgio                                                                | Qual. Euro 2008                                                       | -                                                                     | 64’                                                                   |
| 2-6-2007                                                              | Bruxelles                                                             | Belgio                                                                | 1 – 2                                                                 | Portogallo                                                            | Qual. Euro 2008                                                       | -                                                                     | 61’                                                                   |
| 6-6-2007                                                              | Helsinki                                                              | Finlandia                                                             | 2 – 0                                                                 | Belgio                                                                | Qual. Euro 2008                                                       | -                                                                     | 86’                                                                   |
| 13-10-2007                                                            | Bruxelles                                                             | Belgio                                                                | 0 – 0                                                                 | Finlandia                                                             | Qual. Euro 2008                                                       | -                                                                     | 84’                                                                   |
| Totale                                                                |                                                                       | Presenze                                                              | 4                                                                     |                                                                       | Reti                                                                  | 0                                                                     |                                                                       |